# الانتخابات البرلمانية في أندلوسيا 1986
الانتخابات البرلمانية الأندلسية 1986 هي الانتخابات الرئاسية التي جرت في 22 يونيو 1986، لانتخاب رئيس مجلس أندلوسيا ‏ عضو برلمان أندلوسيا، فاز بالانتخابات José Rodríguez de la Borbolla ‏.